# Comuna Stepanivka, Semenivka
Stepanivka (în ucraineană Степанівка) este o comună în raionul Semenivka, regiunea Poltava, Ucraina, formată din satele Burimka și Stepanivka (reședința).

## Demografie
Componența lingvistică a comunei Stepanivka
     Ucraineană (97,58%)
     Rusă (1,68%)
     Alte limbi (0,53%)
Conform recensământului din 2001, majoritatea populației comunei Stepanivka era vorbitoare de ucraineană (97,58%), existând în minoritate și vorbitori de rusă (1,68%).